# Waterloo (Ontario)
Waterloo – miasto (ang. city) w Kanadzie, w prowincji Ontario, w regionie Waterloo. Tworzy z pobliskim Kitchener obszar miejski potocznie nazywany Kitchener-Waterloo lub K-W.
W mieście działają Wilfrid Laurier University i University of Waterloo.
W mieście rozwinął się przemysł wysokich technologii.
Liczba mieszkańców Waterloo wynosi 97 475. Język angielski jest językiem ojczystym dla 75,2%, francuski dla 1,2% mieszkańców (2006).
W 2006 roku Zgromadzenie Generalne międzynarodowej olimpiady informatycznej (IOI) podczas zawodów, które odbyły się 13-20 sierpnia w Méridzie (Meksyk), zatwierdziło Waterloo na organizatora międzynarodowej olimpiady informatycznej w 2010 roku. Olimpiada odbyła się na Uniwersytecie Waterloo.